# Sagenotriphora ampulla
Sagenotriphora ampulla är en snäckart som beskrevs av Hedley 1902. Sagenotriphora ampulla ingår i släktet Sagenotriphora och familjen Triphoridae. Inga underarter finns listade i Catalogue of Life.